# ۹۷۴ (خورشیدی)
۹۷۴ نهصد و هفتاد و چهارمین سال هجری خورشیدی است.